# Харалд цур Хаузен
Харалд цур Хаузен (Гелзенкирхен, 11. март 1936 — Хајделберг, 28. мај 2023) био је немачки лекар и микробиолог.
Харалдова специјалност је проучавање вирусних инфекција као узрока појаве рака. Већ 1976. објавио је хипотезу по којој хумани папилома вируси имају улогу у настанку рака грлића материце. Ова теорија је ускоро експериментално потврђена. Почетком 1980-их је са групом сарадника по први пут изоловао сојеве 16 и 18 хуманих папилома вируса са жена оболелих од рака грлића материце. Откриће узрочника трећег најчешћег рака код жена отворило је нове перспективе у борби против ове болести. Тако се 2006. на тржишту појавила вакцина против рака грлића материце, под именом Гардасил.
За ово откриће, Харалд цур Хаузен је награђен Нобеловом наградом за медицину и физиологију 2008. Другу половину награде деле Франсоаз Баре Синуси и Лик Монтањер, који су награђени за проналазак вируса ХИВ. Награда ће им бити додељена 10. децембра 2008.